# Tierpatenschaft
Eine Tierpatenschaft ist eine Patenschaft, bei der ein Mensch eine Fürsorgepflicht für ein Tier oder eine Tierart übernimmt. Eine Tierpatenschaft für ein einzelnes Tier kann mit einer Tiertaufe verbunden sein. Reisende, die während eines Fluges die Patenschaft für ein Tier übernehmen, werden als Flugpaten bezeichnet. Die Fürsorgepflicht ist verbunden mit einer Geldzahlung des Paten an eine Tierschutzinstitution.

## Anbieter von Tierpatenschaften
Tierheime, Wildparks, Zoos, der Deutsche Tierschutzbund und der  World Wide Fund For Nature sowie andere Institutionen des Tierschutzes bieten Patenschaften an.

### Patenschaften für Tiere im Tierheim
Tierheime vergeben Patenschaften für schwer vermittelbare Tiere. Schwer vermittelbar können Tiere beispielsweise wegen ihres fortgeschrittenen Alters, eines angegriffenen Gesundheitszustandes oder nicht Menschen und anderen Lebewesen zugewandten Verhaltens sein.

#### Patenschaftsvertrag
Tierheim und Pate schließen einen Vertrag, der die jeweilige Höhe der finanziellen Zuwendungen seitens des Paten und den Turnus nennt, innerhalb dessen diese erfolgen. Der Patenschaftsvertrag besteht auch nach einer möglichen Vermittlung des Tieres oder im Falle seines Todes fort. Er wird im geschilderten Fall auf ein anderes Tier übertragen. Dies geschieht im gegenseitigen Einvernehmen. Der Vertrag kann innerhalb vom Tierheim gesetzter Fristen gekündigt werden.

### Patenschaften für Tiere in Wildparks, Zoos und den Einrichtungen des Deutschen Tierschutzbundes
Patenschaften für in einem Wildpark oder Zoo beziehungsweise den Einrichtungen des Deutschen Tierschutzbundes lebende Tiere sind ebenfalls möglich. Diese können auch von Unternehmen übernommen werden. 

### Patenschaften für Tiere beim WWF
Vergeben werden Patenschaften ebenso vom World Wide Fund For Nature(WWF). Übernommen werden hierbei Fürsorgepflichten für einzelne Arten. Pate und WWF schließen keinen Vertrag. Die Patenschaft kann jederzeit formlos gekündigt werden.

## Verwendung der Patenbeiträge
Durch seine Zahlung an die Tierschutzinstitution trägt der Pate dazu bei,   
- die Unterkunft des Tieres
- seine Versorgung mit Futtermitteln und
- die Pflege sowie
- eine medizinische Behandlung

zu garantieren. Mehrere Menschen können für dasselbe Tier Patenbeiträge leisten. 
Durch eine Patenschaft für eine Tierart sollen die Lebensbedingungen für diese positiv verändert werden. Die Zahlungen der Paten werden beispielsweise dafür verwendet, Schutzgebiete einrichten zu helfen.    